# Чуча
«Чу́ча» — кукольный мультипликационный фильм, снятый на киностудии «Стайер» в 1997 году. Первая часть трилогии о Мальчике и его няне Чуче.

## Сюжет
Главный герой фильма - Мальчик, который смастерил из старых, ненужных вещей нужную ему няню — Чучу. На Новый год Чуча ожила.

## Создатели
- Режиссёр, автор сценария, продюсер — Гарри Бардин
- Художник-постановщик — А. Мелик-Саркисян
- Оператор — А. Двигубский
- Мультипликаторы — Ирина Собинова-Кассиль, Л. Маятникова, Н. Тимофеева (Федосова)
- Художник — В. Маслов
- Роли озвучивали — Константин Райкин — Чуча / старушка на катке, Полина Райкина — Мальчик, Гарри Бардин — гости
- Изготовление кукол — Н. Барковская, Л. Доронина, А. Драйгор, Л. Маятникова, Н. Молева, Ирина Собинова-Кассиль, Н. Тимофеева

## Съёмки
Документальный фильм (28 минут), рассказывающий о процессе создания мультфильма «Чуча». Над фильмом работали:
- Автор текста — Гарри Бардин
- Оператор — Игорь Гнешаев
- Звукооператор — Генрих Давид

Фильм шёл в комплекте DVD, вместе с другими мультфильма Гарри Бардина — «Чуча», «Чуча-2», «Чуча-3», «Дорожная сказка», «Приключения Хомы», «Летучий корабль», «Серый Волк энд Красная Шапочка», «Кот в сапогах», «Гадкий утёнок», «Конфликт», «Тяп-ляп, маляры», «Брак», «Банкет», «Брэк!», «Выкрутасы», «Адажио» и «Три мелодии».

## Награды
- 1998 — Первый приз на МКФ «Золотая рыбка», Москва
- 1998 — Первый приз за лучший фильм на МКФ детских фильмов «Кидс Муви» (Италия)
- 1998 — Приз Жюри на МКФ в г. Злин (Чехия)
- 1999 — «НИКА»
- 1999 — Приз за лучший анимационный фильм на VII Выборгском фестивале Российского кино «Окно в Европу»